# Số chính phương
Số chính phương là số tự nhiên có căn bậc hai là một số tự nhiên, hay nói cách khác, số chính phương bằng bình phương (lũy thừa bậc 2) của một số nguyên.
Số chính phương biểu thị diện tích của một hình vuông có chiều dài cạnh bằng số tự nhiên.

## Định nghĩa
Số m là một số chính phương khi và chỉ khi có thể sắp xếp m điểm thành một hình vuông:
| m = 12 = 1  |
| m = 22 = 4  |
| m = 32 = 9  |
| m = 42 = 16 |
| m = 52 = 25 |

Số chính phương là số bằng bình phương đúng của một số nguyên, hay hiểu đơn giản, số chính phương là một số tự nhiên có căn bậc hai cũng là một số tự nhiên. Số chính phương về bản chất là một số tự nhiên nào đó. Số chính phương là diện tích của một hình vuông với cạnh là số nguyên kia.
Với số nguyên bao gồm các số nguyên dương, nguyên âm và số 0.
Một số chính phương được gọi là số chính phương chẵn nếu như nó là bình phương của một số chẵn, ngược lại. Một số chính phương được gọi là số chính phương lẻ nếu như nó là bình phương của một số lẻ.

## Đặc điểm
- Số chính phương không bao giờ tận cùng là 2, 3, 7, 8 chỉ có chữ số tận cùng là 0, 1, 4, 5, 6, 9.
- Khi phân tích một số chính phương ra thừa số nguyên tố ta được các thừa số là lũy thừa của số nguyên tố với số mũ chẵn.
- Số chính phương chia cho 3 luôn có số dư là 0 hoặc 1; chia cho 4 luôn dư 0 hoặc 1.
- Công thức để tính hiệu của hai số chính phương: a2-b2=(a-b)(a+b).
- Số ước nguyên dương của số chính phương là một số lẻ.
- Số chính phương chia hết cho số nguyên tố p thì chia hết cho p2.
- Tất cả các số chính phương có thể viết thành dãy tổng của các số lẻ tăng dần từ 1: 1 ; 1 + 3 ; 1 + 3 + 5 ; 1 + 3 + 5 + 7 ; 1 + 3 + 5 + 7 + 9 ;...v.v